# Biff Tannen
Biff Howard Tannen è un personaggio della trilogia di Ritorno al futuro, nella quale è l'antagonista principale dei film Ritorno al futuro e Ritorno al futuro - Parte II, mentre il suo bisnonno Buford "Cane Pazzo" Tannen è l'antagonista principale in Ritorno al futuro - Parte III. È interpretato da Thomas F. Wilson.
Biff è rappresentato come un bullo, intimidatorio e stupido che ottiene ciò che vuole imbrogliando o intimidendo gli altri a fare il lavoro per lui, in particolare George McFly, il padre del protagonista Marty. Una gag ricorrente è la sua particolare avversione per il letame, mostrata quando viene spinto in grandi quantità in più punti durante i film. Biff e i suoi familiari vengono mostrati mentre usano male le lucuzioni in modi che li fanno apparire sciocchi e comici, nonostante la loro intenzione di insultare o minacciare.
Business Insider ha classificato il personaggio al numero 51 nella sua lista dei migliori cattivi cinematografici di tutti i tempi, mentre USA Today lo ha classificato al numero 42.

## Biografia del personaggio
Biff Tannen nasce nel 1937 a Hill Valley, in California, dove trascorre tutta la sua vita e dove, da giovane, vive con l'anziana nonna.

### Ritorno al futuro(1985)
Nel 1955 Biff è un ragazzo molto alto e forte, con un pessimo carattere ed è il leader di un gruppo di bulli che ha come vittima preferita il timido ed impacciato George McFly, che costrinse a fare i compiti al suo posto. Sebbene fosse temuto dalla maggior parte dei suoi compagni di classe, è meno coraggioso senza la sua banda (Match, Skinhead e 3-D). L'unica persona del liceo di cui Biff ha paura è il preside Strickland. Era anche innamorato di Lorraine Baines, che lui chiamava la sua ragazza, anche se lei non prestava attenzione alle sue avances. Poiché è più grande di George e Lorraine ed era nella stessa classe, probabilmente ha ripetuto l'anno. 
All'inizio di Ritorno al futuro, nel 1985, è il capoufficio di George e continua a maltrattarlo anche in tale veste; quando il giovane Marty, figlio di George, raggiunge senza volerlo il 1955 con una macchina del tempo basata su una DeLorean DMC-12 inventata dal suo amico Emmett "Doc" Brown, la storia viene alterata, poiché George, grazie a Marty, trova la forza di ribellarsi a Biff picchiandolo. In seguito a questa alterazione, dopo che Marty ha fatto ritorno nel 1985, si scopre che Biff, anziché diventare un capoufficio sbruffone e prepotente, è diventato un umile gestore di un autolavaggio; in questa veste assiste casualmente a un nuovo viaggio nel tempo da parte di Marty McFly e "Doc", stavolta verso il futuro.

### Ritorno al futuro - Parte II(1989)
Nel 2015, da anziano, Biff si impossessa per breve tempo del veicolo temporale, con il quale torna nel 1955 e consegna al sé stesso giovane un Almanacco Sportivo del 2015, con il quale riuscirà a diventare ricco grazie alle scommesse, conoscendo in anticipo i risultati di tutti gli eventi sportivi fino al 2000 e scommettendo su di essi. Per effetto di questi avvenimenti, Marty e "Doc", di ritorno dal 2015, si ritrovano in un 1985 "alternativo", del tutto differente da quello che avevano lasciato, nel quale Biff è diventato uno degli uomini più ricchi, potenti e famosi d'America ed è il padrone incontrastato di Hill Valley, dove ha fatto demolire il tribunale, sostituendolo con un grandioso albergo con casinò, ha legalizzato il gioco d'azzardo ed ha lasciato che la criminalità e la delinquenza si diffondessero a piede libero; inoltre ha avuto storie d'amore con donne di primissimo piano, come Marilyn Monroe. Sempre in questa versione della realtà, Biff si è sposato con Lorraine Baines dopo aver ucciso George con un colpo di pistola (la stessa con la quale cercherà poi di uccidere Marty). Marty McFly, di nuovo aiutato da "Doc", torna ancora una volta nel 1955 e riesce a sottrarre l'Almanacco al giovane Biff prima che possa farne uso e a bruciarlo. Grazie a ciò si ripristina il flusso temporale nel quale Biff è destinato a lavorare lavando automobili. In Ritorno al futuro - Parte II Wilson interpreta anche Griff Tannen, nipote di Biff. Nelle scene eliminate presenti nei contenuti speciali del DVD, dopo che è tornato dal 1955 con la macchina del tempo rubata, l'anziano Biff ha un malore che sembra portarlo alla morte.

### Ritorno al futuro - Parte III(1990)
Nell'ultimo film della trilogia, Biff compare brevemente nella penultima scena del film, sempre nella sua versione come lava-macchine, mentre sta passando la cera sulla macchina di Marty. Thomas Wilson in questo film impersona anche Buford "Cane Pazzo" Tannen, pistolero del Far West e bisnonno di Biff.

### Ritorno al futuro(1991-1992)
Nella serie animata Biff è sempre presente, ma ha molti ruoli diversi, rimanendo sempre alle prese con Marty e Doc.

## Concezione e sviluppo
Bob Gale, sceneggiatore dell'intera trilogia Ritorno al futuro, ha affermato di essersi ispirato a Donald Trump per la caratterizzazione del Biff Tannen del 1985 alternativo.